# 4: The Remix
4: The Remix è un EP di remix della cantante statunitense Beyoncé, pubblicato nell'aprile 2012.

## Tracce
1. Run the World (Girls) (Dave Audé Club Remix) – 8:32
2. Countdown (Isa Machine Remix) – 3:30
3. Best Thing I Never Had (Lars B Remix) – 7:10
4. Love on Top (DJ Escape & Tony Coluccio Remix) – 8:06
5. End of Time (WAWA Extended) – 5:35
6. End of Time (JIMEK Remix) – 3:55